# Frederic Knudtson
Frederic Loren Knudtson (* 9. April 1906 in Bismarck, North Dakota; † 15. Februar 1964 in Los Angeles, Kalifornien) war ein US-amerikanischer Filmeditor.

## Leben
Frederic Knudtson sammelte 1932 erste Erfahrungen in seinem Beruf als Schnittassistent von Del Andrews und Jack Kitchin bei dem von RKO Pictures produzierten Film What Price Hollywood?, bei dem George Cukor die Regie führte. In den 1930er und 1940er Jahren kam er bei zahlreichen B-Filmen zum Einsatz, so auch 1938 bei dem RKO-Western The Renegade Ranger mit George O’Brien und Rita Hayworth. Erst nach dem Zweiten Weltkrieg wurden ihm auch Großproduktionen anvertraut.
Im Jahr 1950 erhielt Knudtson seine erste von sechs Oscar-Nominierungen in der Kategorie Bester Schnitt für Ted Tetzlaffs Thriller Das unheimliche Fenster (1949). Für das Filmdrama … und nicht als ein Fremder (1955) arbeitete er erstmals mit Regisseur Stanley Kramer zusammen. Es folgten einige weitere gemeinsame Filme, für die Knudtson für den Oscar nominiert wurde, darunter auch das starbesetzte Filmdrama Urteil von Nürnberg (1961). In den Jahren 1962 und 1964 wurde er zudem mit je einer Nominierung für den Eddie Award der American Cinema Editors bedacht.
Knudtson war ab 1929 in erster Ehe mit Mildred Edna Rowena Christensen (1904–2002) verheiratet. Im Jahr 1948 ehelichte er Beatrice Kerr (1919–1993). Er starb 1964 im Alter von 57 Jahren in Los Angeles und wurde auf dem San Fernando Mission Cemetery in Mission Hills beigesetzt.

## Filmografie (Auswahl)
- 1933: Lucky Devils
- 1933: Scarlet River
- 1935: Hi, Gaucho!
- 1936: The Big Game
- 1937: The Soldier and the Lady
- 1938: The Renegade Ranger
- 1939: Trouble in Sundown
- 1940: Legion of the Lawless
- 1941: Along the Rio Grande
- 1942: In der Schlucht von Manzanita (Come on Danger)
- 1943: Dies ist mein Land (This Land Is Mine)
- 1947: So einfach ist die Liebe nicht (The Bachelor and the Bobby-Soxer)
- 1948: Gangster der Prärie (Station West)
- 1949: Das unheimliche Fenster (The Window)
- 1949: Noras schwache Stunde (Bride for Sale)
- 1950: Born to Be Bad
- 1950: Glücksspiel des Lebens (Walk Softly, Stranger)
- 1951: Ein Satansweib (His Kind of Woman)
- 1952: Die Spielhölle von Las Vegas (The Las Vegas Story)
- 1953: Engelsgesicht (Angel Face)
- 1955: Die goldene Galeere (Underwater!)
- 1955: Sindbads Sohn (Son of Sinbad)
- 1955: … und nicht als ein Fremder (Not as a Stranger)
- 1956: Der Sonne entgegen (Run for the Sun)
- 1957: Stolz und Leidenschaft (The Pride and the Passion)
- 1957: Düsenjäger (Jet Pilot)
- 1957: The Crooked Circle
- 1957: Arizona-Express (Gunfire at Indian Gap)
- 1958: Rauschgift-Banditen (The Man Who Died Twice)
- 1958: Flucht in Ketten (The Defiant Ones)
- 1959: Das letzte Ufer (On the Beach)
- 1960: Wer den Wind sät (Inherit the Wind)
- 1960: Ein charmanter Hochstapler (The Great Impostor)
- 1961: Die gnadenlosen Vier (Posse from Hell)
- 1961: Urteil von Nürnberg (Judgment at Nuremberg)
- 1962: Die Sprache der Gewalt (Pressure Point)
- 1963: Eine total, total verrückte Welt (It’s a Mad Mad Mad Mad World)

## Auszeichnungen
Oscar
- 1950: Nominierung in der Kategorie Bester Schnitt für Das unheimliche Fenster
- 1959: Nominierung in der Kategorie Bester Schnitt für Flucht in Ketten
- 1960: Nominierung in der Kategorie Bester Schnitt für Das letzte Ufer
- 1961: Nominierung in der Kategorie Bester Schnitt für Wer den Wind sät
- 1962: Nominierung in der Kategorie Bester Schnitt für Urteil von Nürnberg
- 1964: Nominierung in der Kategorie Bester Schnitt für Eine total, total verrückte Welt (zusammen mit Robert C. Jones und Gene Fowler Jr.)

Eddie Award
- 1962: Nominierung für Urteil von Nürnberg
- 1964: Nominierung für Eine total, total verrückte Welt (zusammen mit Robert C. Jones und Gene Fowler Jr.)